# Weber József Lénárt
Weber József Lénárt (Schweidnitz, 1702 körül – Buda, 1773. június 8.) alsó-sziléziai német származású magyar szobrász.

## Élete

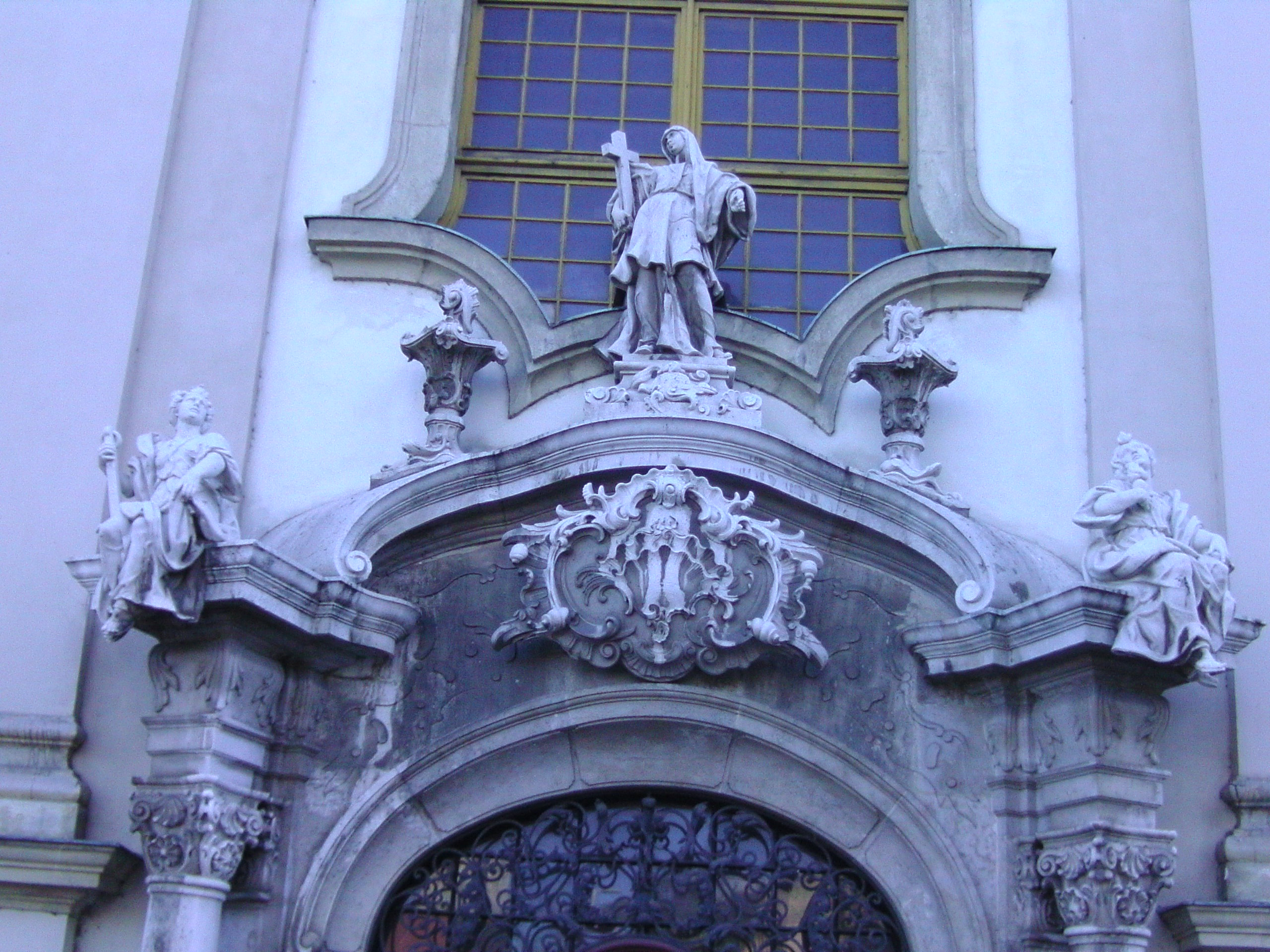
Hit, Remény és Szeretet a Szent Anna templom kapuja felett

Schweidnitzben született szobrász családban.
Arról lett ismert, hogy a staré brno-i sekrestyén és a brnoi Szent Tamás apátság homlokzatán dolgozott korábban. Gyermekeinek keresztelési bejegyzései alapján tudható, hogy valamikor 1753 előtt költözött Budára. Budán 1757-től 1772-ig dolgozott. A buda-vízivárosi Szent Anna templomban és 1761-1766 között a Szent Flórián kápolnában (Fő u. 90.) végzett szobrászati munkái közül eredeti helyükön a Szent Anna templom kapuját díszítő Hit, Remény, Szeretet szobrok láthatók (1765). Weber faragta az Országúti Szent István templom Szent Kereszt oltárának Szűz Mária és Szent János szobrait, valamint a Városháza lépcsőkorlátját és annak vázáit.
Webernek hét gyermeke volt, akik közülük az egyik fia 1738-ban született, apja nevét kapta és szintén szobrász lett.